# Gunilla Arhéns Förebildspris
Gunilla Arhéns Förebildspris delades ut årligen till den person som stimulerade flickor och kvinnor att satsa på entreprenörskap och en karriär inom ett område de själva tror på. Entreprenörskap, mod, nytänkande och affärsmässighet premierades.
Priset delades ut åren 2002 - 2009. Gunilla Arhén är VD och grundare av Ruter Dam.

## Kronologisk lista över pristagare
| År   | Pristagare                  |                               |
| ---- | --------------------------- | ----------------------------- |
| 2009 | Carola Magnusson            | Grundare Carolas Eko AB       |
| 2008 | Filippa Knutsson            | Grundare Filippa K            |
| 2007 | Kristina Lindhe             | VD Lexington Company          |
| 2006 | Robyn                       | Artist och skivbolagsdirektör |
| 2005 | Gun Nowak Martina Arfwidson | CEO och grundare FACE VD Face |
| 2003 | Tilde Björfors              | VD Cirkus Cirkör              |
| 2002 | Victoria Dyring             | TV-journalist på SVT          |